# Kaikō
Kaikō (jap.  かいこう) – japoński zdalnie sterowany pojazd, zbudowany przez Japan Agency for Marine-Earth Science and Technology (JAMSTEC) do eksploracji głębin morskich i oceanicznych. Według stanu na 2019 rok, Kaikō był drugą z jedynie pięciu jednostek, które kiedykolwiek zeszły na dno Rowu Mariańskiego, osiągając Głębię Challengera. W latach 1995–2003 ta, ważąca 10,6 t, bezzałogowa maszyna wykonała ponad 250 zanurzeń, pobierając 350 biologicznych próbek (w tym 180 różnych bakterii) z których część może być przydatna w zastosowaniach medycznych oraz przemysłowych. 29 maja 2003 roku Kaikō zaginął na morzu w pobliżu wybrzeża wyspy Sikoku podczas tajfunu Chan-Hom, gdy zerwaniu uległ kabel łączący maszynę ze statkiem będącym na powierzchni.
Do 2007 roku rolę Kaikō pełnił zastępczo inny zdalnie sterowany pojazd, Kaikō7000II. W tym czasie JAMSTEC zaczął przeprowadzać testy nowej maszyny, która docelowo przejmie obowiązki straconego Kaikō – ABISMO (Automatic Bottom Inspection and Sampling Mobile).